# Никоноров, Николай Сергеевич
Николай Сергеевич Никаноров (20 июля 1900, д. Ключи, Костромская губерния, Российская империя — 17 декабря 1980,  СССР) — советский военачальник, полковник (1942).

## Биография
Родился 20 июля 1900 года  в  деревне Ключи, ныне  в Галичского района, Костромской области. Русский.

#### Гражданская война
22 мая 1919 года был мобилизован в РККА  4-м Нарвским подрайоном Петрограда и зачислен в 6-й советский особого назначения Петроградский стрелковый полк. В июле с маршевой ротой убыл на Южный фронт (г. Ромадан), зачислен красноармейцем в 50-й стрелковый им. Т. Г. Шевченко полк. Участвовал в боях под ст. Омельник, в районе Кременчуга (под селами Жомля и Еремеевка). Под с. Еремеевка в результате окружения бригады попал в плен к белоказакам генерала А. Г. Шкуро. В течение двух месяцев содержался в Кременчугской тюрьме, после чего работал в рабочей команде военнопленных на Кременчугском артиллерийском складе и на Николаевском артиллерийском складе по разборке оружия на взорванных складах. При переброске на Феодосийский артсклад заболел тифом. Три месяца пролежал в госпитале в Феодосии, затем бежал в Ялту и скрывался до прихода частей Красной армии (у местных татар). После освобождения Крыма от врангелевских войск в ноябре 1920 года назначен в 453-й стрелковый полк 51-й Перекопской стрелковой дивизии. В составе отряда от этого полка (3-й роты) участвовал в раскулачивании и продразвёрстке в Елисаветградском уезде (г. Вознесенск,  Ново-Красовской волость), затем с полком стоял на румынской границе под Одессой. 

#### Межвоенные годы
В апреле 1921 года зачислен курсантом в 13-ю Одесскую пехотную школу, во время учебы с декабря 1923 года исполнял должность отделенного командира. Член ВКП(б) с 1923 года. 15 сентября 1924 года окончил ее и назначен в 151-й стрелковый полк той же 51-й Перекопской стрелковой дивизии. В его составе проходил службу командиром взвода и врид командира роты, политруком роты. С октября 1926 года по июль 1927 года находился на Военно-политических курсах им. Ф. Энгельса в Ленинграде. После окончания назначен в 284-й стрелковый полк 95-й стрелковой дивизии УВО в городе Первомайск, где проходил службу политруком роты, командиром роты (единоначальником) и начальником штаба батальона. С октября 1931 года по февраль 1932 года находился на курсах «Выстрел», после возвращения в полк назначен командиром батальона. С сентября 1932 года исполнял должность помощника начальника штаба полка. В январе — июле 1933 года учился на разведывательных курсах при Штабе РККА, затем назначен начальником 2-й (разведывательной) части штаба 24-й Самаро-Ульяновской железной стрелковой дивизии в городе Винница. С декабря 1938 года исполнял должность помощника начальника штаба и врид начальника штаба этой дивизии. В период Советско-финляндской войны майор  Никоноров в должностях начальника оперативной части штаба дивизии, а с января 1940 года командира 7-го стрелкового полка в составе 7-й армии участвовал в боях с белофиннами. За боевые отличия награждён орденом Красного Знамени. После окончания боевых действий в марте 1940 года назначен командиром 335-го стрелкового полка 8-й отдельной стрелковой бригады ЛВО (стояла на полуострове Ханко).

#### Великая Отечественная война
С началом  войны полк под его командованием в составе бригады Северного, а с августа 1941 года — Ленинградского фронтов вплоть до декабря 1941 года участвовал в обороне полуострова Ханко. Затем он был эвакуирован морским транспортом в Ленинград и в составе бригады находился в подчинении командующего войсками фронта. В боях подполковник  Никоноров показал себя смелым, храбрым офицером, в сложной обстановке умело руководил боевыми действиями полка. За боевые отличия на полуострове Ханко он был награжден орденом Красной Звезды. В марте 1942 года на базе бригады была сформирована 136-я стрелковая дивизия, а полковник  Никоноров назначен в ней командиром 269-го стрелкового полка. Дивизия находилась в резерве 23-й армии Ленинградского фронта и дислоцировалась в районе Нижние Осельки, Верхние и Нижние Станки, Левашево, Осиновая Роща. С мая 1942 года исполнял должность заместителя командира 291-й стрелковой дивизии, которая занимала оборону на Выборгском шоссе в районе ст. Белоостров. В июле назначен комендантом 14-го укрепленного района. Формировал его и участвовал с ним в боях в составе войск 55-й армии Ленинградского фронта (в районе Колпино). В феврале 1943 года отличился в Красноборско-Смердынской наступательной операции.
В конце апреля 1943 года  назначен командиром 98-й стрелковой дивизии, формировавшейся в Ленинграде. 5 мая 1943 года она вошла в состав Приморской оперативной группы. В течение полугода ее части вели активную оборону на ораниенбаумском плацдарме (на южном берегу Финского залива западного Ораниенбаума), с первых дней они проявили образцы мужества и отваги. С 15 января 1944 года дивизия в составе 2-й ударной армии успешно действовала в Красносельско-Ропшинской наступательной операции. С выходом к Волосово и Глухово части дивизии оказались в тылу ропшинской группировки противника и отрезали ей пути отхода, тем самым содействовали частям 42-й армии, наступавшей со стороны Пулково, в овладении крупным опорным пунктом и узлом дорог — городом Ропша. В ознаменование одержанной победы дивизии было присвоено почетное наименование «Ропшинская» (21.01.1944). За 17 дней наступления части дивизии заняли десятки населённых пунктов, на плечах противника форсировали реку Луга, затем реку Нарва и первыми на Ленинградском фронте вышли на границу Эстонии. За форсирование реки Луга и обеспечение с фланга успеха боев за Кингисепп дивизия была награждена орденом Красного Знамени (04.02.1944), а ее командир полковник Никоноров — орденом Кутузова 2-й ст. (21.02.1944). В дальнейшем до августа 1944 года ее части держали оборону в топких болотах на плацдарме на западном берегу р. Нарва, неоднократно отражая сильные контратаки противника, пытавшегося сбросить наши части в реку. С 10 августа 1944 года дивизия, войдя в подчинение 67-й армии 3-го Прибалтийского фронта, участвовала в Тартуской и Рижской наступательных операциях. До октября ее части прошли с боями до 480 км, форсировали реку Западная Двина у ее устья и обеспечили овладение столицей Латвийской ССР — городом Рига. Приказом по войскам 3-го Прибалтийского фронта от 28 августа 1944 года полковник  Никоноров был награжден орденом Красного Знамени. В дальнейшем до конца декабря дивизия находилась в обороне на достигнутом рубеже. С 22 декабря 1944 года она в составе 1-й ударной армии 2-го Прибалтийского фронта вела наступление из района Силеджи-Сиперти (Курляндия). С 4 по 20 февраля 1945 года дивизия была переброшена на 1-й Украинский фронт и, войдя в состав 59-й армии, принимала участие в ликвидации немецкой группировки войск в южной части Силезии. За время наступательных боев до 31 марта 1945 года ее части прошли с боями 65 км, заняв 65 нас. пунктов, в том числе два города (Обер-Глогау и Хопенцплац). С 6 по 11 мая 1945 года дивизия участвовала в Пражской наступательной операции.
За время войны комдив Никоноров был пять раз упомянут в благодарственных в приказах Верховного Главнокомандующего.

#### Послевоенное время
После войны в начале июля 1945 года дивизия была расформирована, а полковник  Никоноров назначен представителем советского командования в зонах союзников советской части Союзнической комиссии по Австрии. С октября исполнял должность начальника Межсоюзнического секретариата советской части Союзнической комиссии по Австрии. 24 ноября 1946 года освобождён от должности и зачислен в распоряжение Военного совета Центральной группы войск, затем ГУК НКО и Управления кадров Сухопутных войск. Приказом главкома Сухопутных войск от 13 февраля 1947 года назначен старшим инспектором Управления боевой и физической подготовки ЗакВО. В июле — сентябре 1947 года состоял в распоряжении командования войсками округа (по оргмероприятиям), затем был назначен заместителем командира 344-й стрелковой дивизии ТуркВО. 
За хищение в ночь с 8 на 9 октября 1948 года государственного имущества отстранён от должности и с санкции министра Вооружённых сил Н. А. Булганина и командования округа предан суду. Военным трибуналом округа 22 октября 1948 года осужден к 20 годам лишения свободы в ИТЛ. 
Дальнейшая судьба неизвестна.

## Награды
- орден Ленина (06.05.1946[5][6])
- четыре ордена Красного Знамени (11.04.1940[7],    28.08.1944[8],   03.11.1944[6][9], 13.06.1945[10],)
- орден Кутузова II степени (21.02.1944)[11]
- орден Отечественной войны I степени (17.05.1943)[12]
- орден Красной Звезды (05.06.1942)[13]

медали в том числе:
- - «XX лет Рабоче-Крестьянской Красной Армии» (1938)[8].
  - «За оборону Ленинграда» (1944)[8]
  - «За победу над Германией в Великой Отечественной войне 1941—1945 гг.» (1945)
  - «Ветеран Вооружённых Сил СССР» (1976)

Приказы (благодарности) Верховного Главнокомандующего в которых отмечен Н. С. Никоноров.
- За форсирование реки Луга и овладение в результате умелого обходного маневра городом и железнодорожной станцией Кингисепп – важным опорным пунктом обороны немцев на нарвском направлении. 1 февраля 1944 года. № 67.
- За овладение штурмом городом и крупным узлом коммуникаций Тарту (Юрьев-Дерпт) — важным опорным пунктом обороны немцев, прикрывающим пути к центральным районам Эстонии. 25 августа 1944 года № 175.
- За овладение столицей Советской Латвии городом Рига – важной военно-морской базой и мощным узлом обороны немцев в Прибалтике. 13 октября 1944 года № 196.
- За прорыв обороны противника западнее и южнее города Оппельн, окружение и разгром группы немецких войск юго-западнее Оппельна, а также овладение в немецкой Силезии городами Нойштадт, Козель, Штейнау, Зюльц, Краппитц, Обер-Глогау, Фалькенберг, более 400 других населенных пунктов. 22 марта 1945 года. № 305.
- За овладение в Силезии, западнее Одера, городами Нейссе и Леобшютц — сильными опорными пунктами обороны немцев. 24 марта 1945 года. № 307.